# José Núñez de Cáceres
Jose Núñez de Cáceres Albor (Santo Domingo, Hispaniola, 14 maart 1772 - Tamaulipas, Mexico, 11 september 1846) was een jurist, politicus en schrijver en korte tijd president van de Dominicaanse Republiek. Hij was de eerste die literatuur gebruikte als instrument om politieke en sociale protesten in het land te verkondigen en stichtte in 1821 de onafhankelijkheid van Haití Español (Spaans Haïti), tegenwoordig Republica Dominicana (Dominicaanse Republiek).

## Biografie
Al vanaf jonge leeftijd was de studie zijn grote liefde. Zijn vader was landarbeider en wilde dat zijn zoon zich meer aan het werk op het land wijdde, en wilde daarom niet dat zijn zoon meer aandacht aan zijn studie gaf. Núñez groeide op in bittere armoede en om te studeren moest hij de boeken van zijn klasgenoten lenen. Om iets bij te verdienen verkocht hij op duiven straat.
Zijn vader nam hem mee om op het veld om hem de liefde voor de landbouw te laten voelen. Het hielp niet en Nuñez mocht naar de stad, met de mededeling dat zijn vader hem daar niet kon beschermen.
Núñez werkte hard aan zijn studie en op zijn 23e jaar had hij een diploma in burgerlijk recht.
Aan het einde van de 18e eeuw trouwde hij Juana Madrigal Cordero Mata. Uit hun huwelijk werden zes kinderen geboren.
In 1799 verhuisde de familie vanwege zijn werk naar Puerto Principe (nu Camaguey) op Cuba.

## Politiek
Na zijn studie werkte hij met voorname clientèle en werd hoogleraar aan de Universiteit van Sint-Thomas van Aquino in Santo Domingo (nu UASD Universidad Autónoma de Santo Domingo).
In 1799, na het Verdrag van Bazel, werden zijn werkzaamheden bij het Hoog Gerechtshof verplaatst naar Puerto Principe, waar hij in augustus 1800 door Karel IV van Spanje tot rapporteur werd benoemd, wat hem niet belette zijn beroep als advocaat uit te blijven oefenen.
Volgens zijn biograaf dr. José Maria Morilla bleef het geluk hem toelachen. Hiermee bedoelde hij dat Núñez snel opklom op de politieke ladder tot dezelfde positie die hij in zijn geboorteland had.
Na de Reconquista keerde hij terug naar zijn vaderland en op 29 juni 1810 werd hij benoemd tot waarnemend gouverneur, hoofd aanklager van de regering en hoofd advocaat van de provincie Santo Domingo (vanaf 1844 de Dominicaanse Republiek). Bij de uitoefening van deze functies werkte hij ook hard aan de verbetering van de praktisch geruïneerde economische situatie van de kolonie.
Op 6 januari 1815 ging de oude universiteit van de stad Santo Domingo dankzij zijn bemiddeling weer open. De senaat koos Núñez de Cáceres uit erkentelijkheid tot eerste rector van het instituut en gaf een portret van hem een plaats in het auditorium.
Ondertussen had hij voortdurend conflicten met de autoriteiten en in het bijzonder met Juan Sánchez Ramírez. Ramírez was rechter bij het Koninklijk Hof van Quito. Na diens dood solliciteerde Nuñez op die functie, maar ontmoette groot verzet bij de rechtbank en kreeg de functie niet.
Tien jaar lang heeft het Hof zijn promotie tegengehouden. Morilla schrijft Núñez de Cáceres' mislukte pogingen toe aan de vijandschap die Francisco Javier Caro, de gouverneur van West-Indië, tegen hem had opgevat omdat hij als waarnemend gouverneur een familielid van Caro op beschuldiging van een samenzwering ten dienste van Haïti naar Cuba had laten sturen.

## President
Men veronderstelt dat hij als gevolg van deze teleurstelling zijn separatistische werk begon, niet om absolute autonomie te veroveren voor de kolonie, maar om onder de bescherming van Groot-Colombia, anderen aan te laten sluiten bij de erkenning van de republiek.
Op 30 november 1821 realiseerde de separatistische beweging het doel en de volgende dag werd de vlag van Castilië vervangen voor die van Colombia. Er werd een voorlopige regering geïnstalleerd met Núñez de Cáceres als president. Onder zijn gezag werd een grondwet vervaardigd met een gezien de ontwikkelingen van die tijd onaanvaardbare schandvlek: de slavernij werd gehandhaafd. Núñez de Cáceres zei dat zijn medeburgers niet door een pennenstreek van zijn hand aan de bedelstaf zouden raken.
Núñez de Cáceres kreeg van Colombia niet de steun die hij verwachtte, terwijl Jean-Pierre Boyer, de toenmalige president van Haïti, zei dat het grondgebied van het eiland ondeelbaar was. Daarom overviel hij de nieuwe republiek. Zeven weken later op zaterdag 19 januari 1823, verwisselde Núñez de Cáceres de Colombiaanse vlag voor die van Haïti. Zaterdag 9 februari 1822, "Versuft en vol wroeging", gaf hij Boyer de sleutels van de stad Santo Domingo. Boyer maakte Núñez de Cáceres duidelijk dat zijn aanwezigheid een ongemak op het eiland was en als hij niet vrijwillig zou gaan, hij met geweld ingescheept zou worden.

## Eerste verbanning
Nunez vertrok naar Venezuela, werd lid van het forum voor journalistiek en schreef in de krant La Cometa (De komeet) een harde aanval tegen Simón Bolívar. Hij raakte bevriend met president José Antonio Páez en werd diens privé-secretaris en adviseur. In die functie drong Nuñez er bij de Venezolaan op aan om de banden met Colombia te verbreken en Venezuela onafhankelijke te verklaren. Páez hoorde het voor enige tijd aan en draaide het om. Bolívar, die blijkbaar in het reine was gekomen met Páez, gaf Núñez de Cáceres zijn internationaal paspoort.

## Tweede verbanning
Hij vestigde zich in Mexico in de stad San Luis Potosí waar zijn familie woonde en vervolgens in stad Ciudad Victoria, de hoofdstad van de staat Tamaulipas.
In de eerste jaren verleende hij zijn diensten als advocaat. In 1830 werd hij benoemd tot procureur van het Hooggerechtshof. In 1833 werd hij verkozen tot senator en congreslid van Tamaulipas en lid van het Mexicaanse Confederatiecongres. In datzelfde jaar werd hij benoemd tot ereburger van Tamaulipas.
Hij werkte naast generaal Moctezuma van de Pozo de los Carmelos en steunde de agenda van deze militair. Hij kreeg het insigne als soldaat van deze organisatie met de mededeling Met de onweerstaanbare kracht van zijn welsprekendheid. In 1834 werd hij benoemd tot penningmeester van de overheidsfinanciën, een positie die hij afwisselde met de praktijk van het recht.
In 1844 werd hij ernstig ziek en de Staatsregering en het departementsbestuur van Tamaulipas kende hem een pensioen toe om zijn pijn te verzachten. Op 11 september, 1846 overleed hij in de stad Victoria in de staat Tamaulipas.
Zijn bewonderaar Simón de Portes, die hem uit Venezuela was gevolgd naar Mexico, hield bij zijn begrafenis een toespraak:
Uitzonderlijke gebeurtenis: hier, niet ver van Padilla, waar de held van Igualada ophoudt te bestaan, die de Mexicaanse onafhankelijkheid verzegelde, sterft een Dominicaanse edelman, terwijl hij bijna het gebrul van het kanon van de onrechtvaardige binnenvallende Angelsaksen kan horen, alvorens te sterven verheugt deze onfortuinlijke held zich met het aangename gedachte, dat de inwoners van Santo Domingo, na een groot aantal gevechten, hun onderdrukkers van hun grondgebied hebben verdreven .... José Núñez de Cáceres is vol van vreugde met zo een blijde gebeurtenis en toen het stervensproces eindigde, vergezelde de vreugde hem onmerkbaar tot aan het graf.

## Uit zijn repertoire
- El abejarrón y la abeja - De hommel en de bij
- El conejo - Het konijn
- El lobo y la raposa - De wolf en de vos
- La araña y el águila - De spin en de adelaar
- La lechuza y la cigueña - De uil en de ooievaar
- Los corderos y el pastor - De lammeren en de herder

- Biblioteca Nacional de España: XX5283217
- Gemeinsame Normdatei: 1183005873
- Library of Congress Control Number: n85187785
- Virtual International Authority File: 55590260
- WorldCat: E39PBJghmKv3D8ddhD9BQhB773